# Nó americano

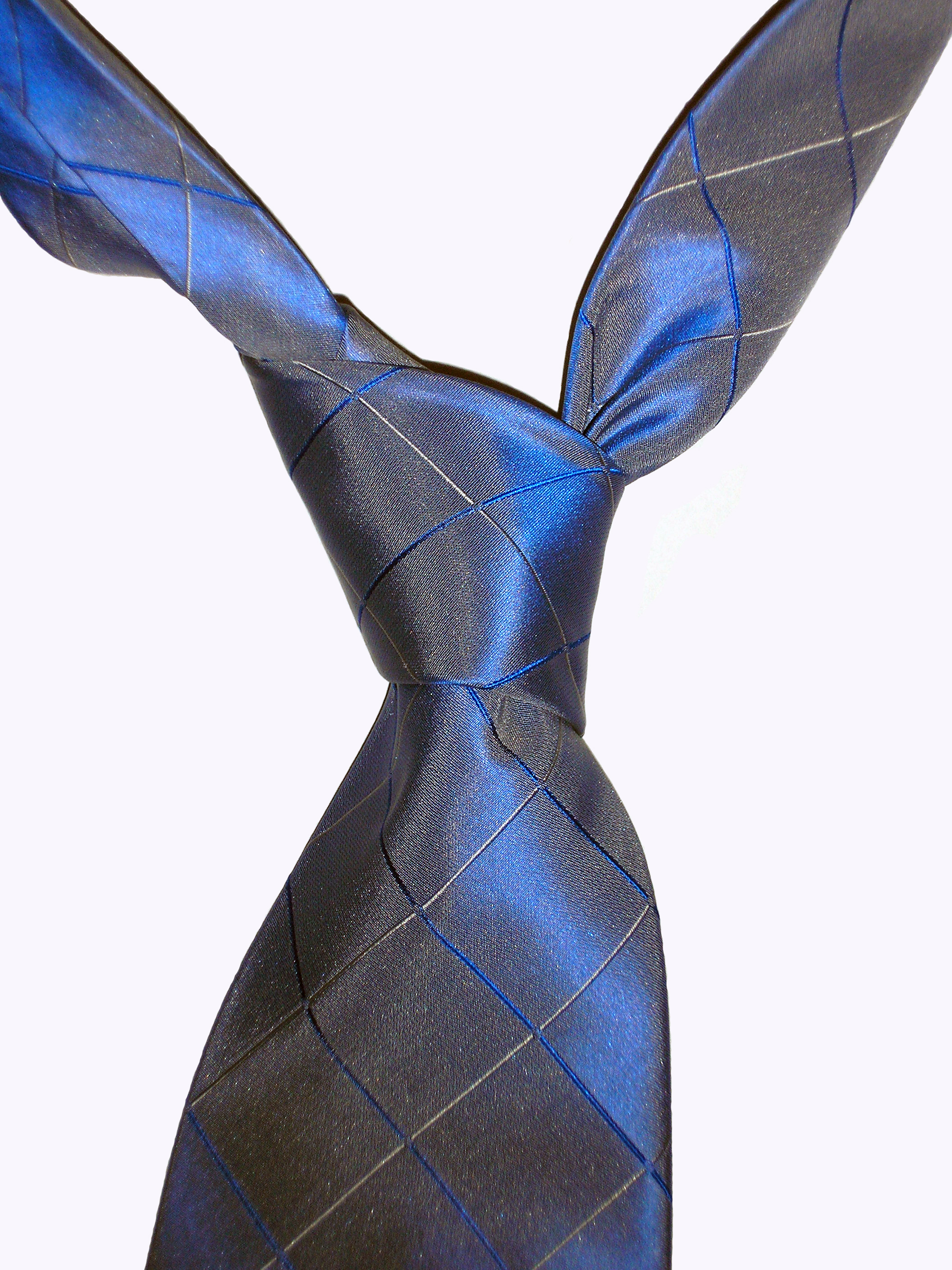

Nó americano, também chamado de nó simples, é um nó de gravata. É o nó mais usado e é considerado simples.

## Passo-a-passo
